# Skvrňov
Skvrňov (en allemand : Skworniow) est une commune du district de Kolín, dans la région de Bohême-Centrale, en République tchèque. Sa population s'élevait à 212 habitants en 2020.

## Géographie
Skvrňov se trouve à 5 km à l'ouest-nord-ouest d'Uhlířské Janovice, à 21 km au sud-ouest de Kolín et à 47 km au sud-est de Prague.
La commune est limitée par Zásmuky au nord, par Církvice, Vavřinec et Uhlířské Janovice à l'est, par Staňkovice au sud, et par Úžice et Horní Kruty à l'ouest.

## Histoire
La première mention écrite de la localité date de 1295.

## Transports
Par la route, Skvrňov se trouve à 5,5 km d'Uhlířské Janovice, à 25 km de Kolín et à 65 km de Prague.